# 잎맥말과
잎맥말과(Anadyomenaceae)는 갈파래강 대마디말목에 속하는 녹조류과의 하나이다. 2속 32종으로 이루어져 있다.

## 하위 속
- Anadyomene
- Macrodictyon
- 잎맥말속 (Microdictyon)
- Rhipidiphyllon
- 발로니아속 (Valonia) - 발로니아과로 분류